# Мильці (Полтавський район)
Ми́льці — село в Україні, у Полтавській міській громаді Полтавського району Полтавської області. Населення становить 693 осіб. До 2020 орган місцевого самоврядування — Супрунівська сільська рада.

## Географія
Село Мильці знаходиться за 3 км від міста Полтава, за 0,5 км від сіл Супрунівка та Куклинці. По селу протікає пересихаючий струмок з загатою. Поруч проходить автомобільна дорога М-03 Київ – Харків – Довжанський

## Історія
Можливо назву поселення дали перші поселенці, які полюбили це місце і називали його «милим». Саме таке походження назви має село Мильці у Старовижівському районі на Волині. Перші поселенці будували свої хати на схилах Мильчанської балки. Деякі із старожилів села пам’ятають легенду в якій говориться про те, що козаки із навколишніх сіл Івашок, Супрунівки, Говтвянчика ходили в ці гарні місця до ставків рибалити. За красу місцевості з мальовничими водоймами вони назвали їх «милими». Можливо походження назви села описано саме в цій легенді.
Ще в одній легенді йдеться про те, що в цих місцях жили мельники, а через те, що млинів там було багато ці місця називали млинарськими, а село – «Млинцями», назва якого пізніше трансформувалась на «Мильці».
Полковий обозний Полтавського полку Прокіп Левенець на Коломаці 27 липня 1687 р. отримав гетьманський універсал Івана Мазепи на с. Мильці, а 1689 року — «жалувану царську грамоту» на це ж село. По смерті Прокопа гетьман підтвердив 20 червня 1691 р. с. Мильці за його сином — полковим сотником Іваном. Через два роки той отримав і царську грамоту на це володіння.
За даними на 1859 рік у власницькому, казеному та козацькому селі Полтавського повіту Полтавської губернії, мешкало 1338 осіб (697 чоловічої статі та 641 — жіночої), налічувалось 225 дворових господарства, існувала православна церква.
12 червня 2020 року, відповідно до розпорядження Кабінету Міністрів України № 721-р «Про визначення адміністративних центрів та затвердження територій територіальних громад Полтавської області», село увійшло до складу Полтавської міської громади.
19 липня 2020 року, в результаті адміністративно - територіальної реформи та ліквідації Полтавського району (1925—2020), село увійшло до складу новоутвореного Полтавського району.

## Населення

### Мова
Розподіл населення за рідною мовою за даними перепису 2001 року:
| Мова            | Кількість | Відсоток |
| --------------- | --------- | -------- |
| українська      | 634       | 91.49%   |
| російська       | 56        | 8.08%    |
| білоруська      | 2         | 0.29%    |
| інші/не вказали | 1         | 0.14%    |
| Усього          | 693       | 100%     |

## Економіка
- ТОВ «Полтавський м'ясний.ГОСТ»;
- Магазини роздрібної торгівлі.

## Об'єкти соціальної сфери
- Мильчанська філія Супрунівського навчально-виховного комплексу Полтавської районної ради[6][7]
- Мільчанський фельдшерсько-акушерський пункт.

## Історичні пам'ятки

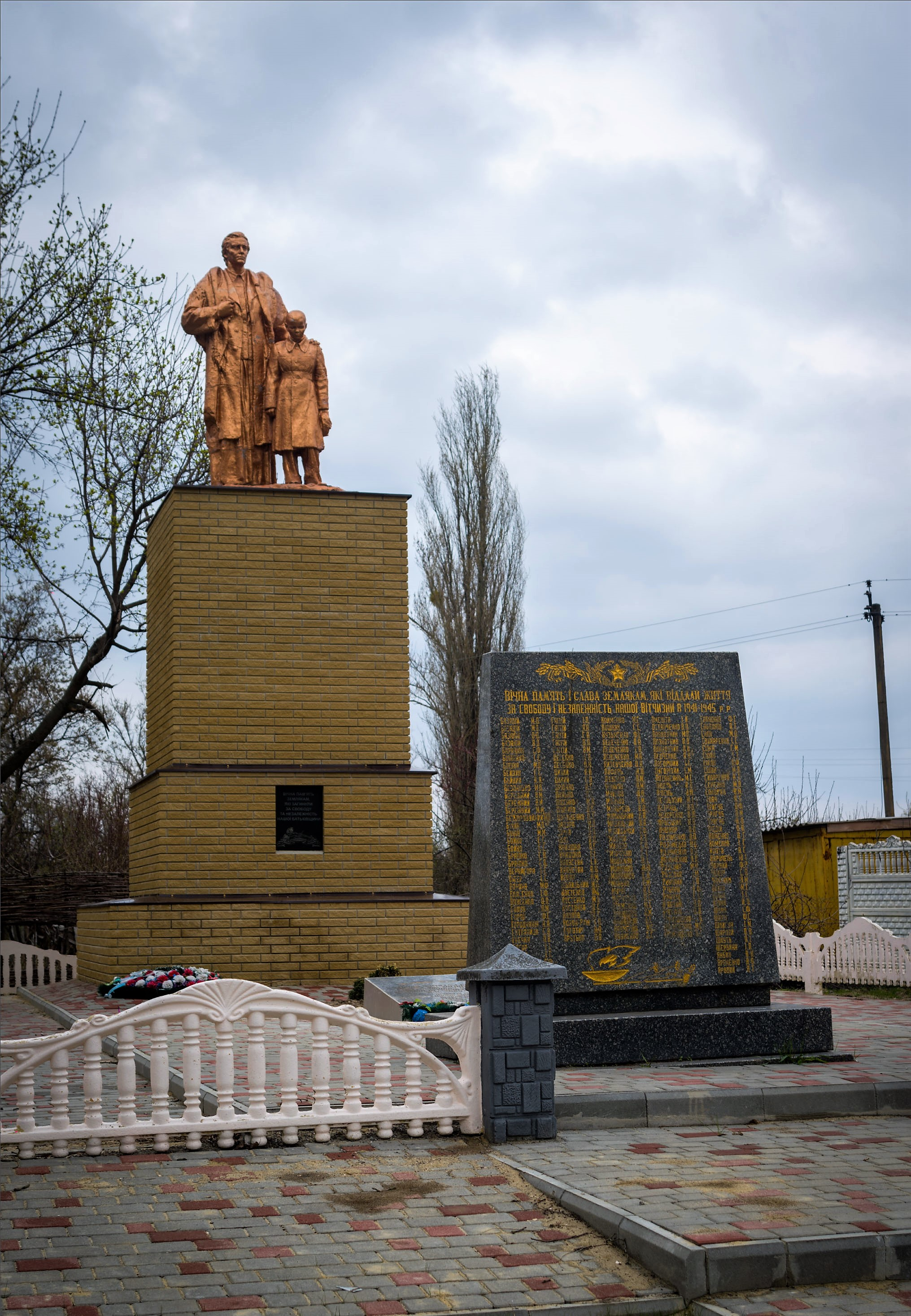
Братська могила радянських воїнів, пам’ятний знак полеглим воїнам-землякам (1956 р.)

Братська могила радянських воїнів, пам'ятний знак полеглим воїнам-землякам (1956 р.).